# Villé
Villé (nombre oficial en idioma francés) o Weiler (en idioma alemán) es una localidad y comuna francesa, situada en el departamento de Bajo Rin en la región de Alsacia.

## Demografía
| 1326 | 1422 | 1530 | 1616 | 1550 | 1743 |
| Para los censos de 1962 a 1999 la población legal corresponde a la población sin duplicidades (Fuente: INSEE [Consultar]) |      |      |      |      |      |

## Personajes célebres
- René Kuder (1882–1962), artista decorador.
- Erhard Heiden (1901-1933), líder alemán nazi.
- Julien Freund (1921-1993), politólogo y sociólogo.
- Roger Siffer (1948-), comediante y humorista.